# 水曜ドラマ (TBS)
水曜ドラマ（すいようドラマ）は、TBS系列で1987年10月から1989年9月まで、毎週水曜日の21:00 - 21:54 (JST) に放送されていたテレビドラマの枠である。

## 概要
このドラマ枠は、TBSが1987年秋季の番組改編で、平日の22時台に報道番組「JNNニュース22プライムタイム」をスタートさせるため、金曜日の22時台に放送されていた「金曜ドラマ」枠を水曜21時台に移設する形でスタート。
過去にTBSは水曜9時枠に、「時間ですよ」や「寺内貫太郎一家」、「ムー一族」などが放送された「水曜劇場」があった。

1989年秋季の番組改編で、22時台の報道番組枠が撤退したのに伴い、この時間のドラマ枠は2年ぶりに「金曜ドラマ」として金曜22時台に戻り、水曜21時台は2度の映画放送枠、数度の情報・バラエティ枠、ドラマを含めた2時間特番枠を経て、2019年から1時間のバラエティ枠になっている。

## 作品リスト

### 1987年
- あなたもスターになりますか[1]

### 1988年
- 空に星があるように[2]　1月13日～3月23日、全11回
- 海岸物語 昔みたいに…
- 結婚してシマッタ![3]
- 意外とシングルガール
- 疑惑の家族 [4]

### 1989年
- キツイ奴ら
- おしえてあげたい![5]
- オイシーのが好き!
- ホテル物語・夏!